# Cantón de Bierné
El cantón de Bierné era una división administrativa francesa, que estaba situada en el departamento de Mayenne y la región de Países del Loira.

## Composición
El cantón estaba formado por diez comunas:
- Argenton-Notre-Dame
- Bierné
- Châtelain
- Coudray
- Daon
- Gennes-sur-Glaize
- Longuefuye
- Saint-Denis-d'Anjou
- Saint-Laurent-des-Mortiers
- Saint-Michel-de-Feins

## Supresión del cantón de Bierné
En aplicación del Decreto n.º 2014-209 de 21 de febrero de 2014, el cantón de Bierné fue suprimido el 22 de marzo de 2015 y sus 10 comunas pasaron a formar parte del nuevo cantón de Azé.